# 伊通河畔阿尼耶尔
伊通河畔阿尼耶尔（法語：Arnières-sur-Iton，法語發音：[aʁnjɛʁ syʁ itɔ̃]）是法国厄尔省的一个市镇，位于该省中南部，属于埃夫勒区。

## 地理
伊通河畔阿尼耶尔（48°59'46"N, 1°6'15"E）面积12.19 平方千米，位于法国诺曼底大区厄尔省，该省份为法国北部内陆省份，北起滨海塞纳省，西接奧恩省和卡爾瓦多斯省，南至厄尔-卢瓦省，东临瓦兹省、瓦兹河谷省和伊夫林省。
与伊通河畔阿尼耶尔接壤的市镇（或旧市镇、城区）包括：昂热维尔拉康帕涅、伊通河畔欧奈、莱博圣克鲁瓦、埃夫勒、圣塞巴斯蒂安-德莫尔桑、莱旺特。

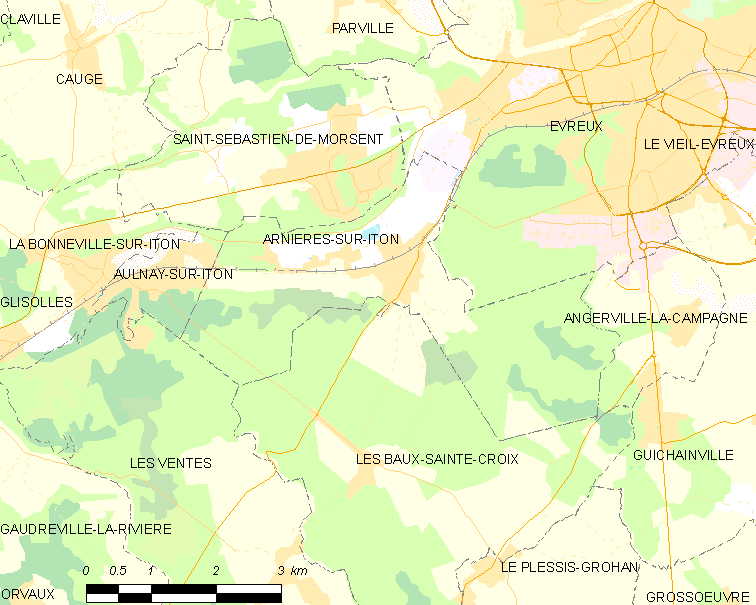
伊通河畔阿尼耶尔的OSM定位图

伊通河畔阿尼耶尔的时区为UTC+01:00、UTC+02:00（夏令时）。

## 行政
伊通河畔阿尼耶尔的邮政编码为27180，INSEE市镇编码为27020。

## 政治
伊通河畔阿尼耶尔所属的省级选区为埃夫勒第一县。

## 人口

1962-2008年间伊通河畔阿尼耶尔人口变化图示

伊通河畔阿尼耶尔于2022年1月1日时的人口数量为1651人。